# Christophe Montenez
Christophe Montenez, né le 8 décembre 1988 à Paris, est un acteur français, sociétaire de la Comédie-Française.

## Biographie

### Jeunesse et formation
Né à Paris, Christophe Montenez grandit à Toulouse. Il découvre le théâtre dans son adolescence, et connaît ses premières vraies expériences de comédien en travaillant avec le metteur en scène Francis Azéma. Il suit entre 2007 et 2009 des cours au Conservatoire de Toulouse, tout en poursuivant des études de lettres modernes. Il est ensuite, entre 2010 et 2013, élève de l'École supérieure de théâtre de Bordeaux Aquitaine.

### Carrière
Il monte après ses études un collectif de théâtre, Les Bâtards dorés, ce qui lui permet d'être remarqué par le metteur en scène Galin Stoev, qui le dirige dans Liliom. Stoev lui permet ensuite d'entrer à la Comédie-Française, dont il devient pensionnaire en juillet 2014. Il est nommé sociétaire en janvier 2020.
En 2017, son rôle de Martin von Essenbeck dans l'adaptation théâtrale du film de Luchino Visconti, Les Damnés, mise en scène par Ivo van Hove lui vaut une nomination au Molière de la révélation théâtrale,.

## Théâtre

### Hors Comédie-Française
- 2008-2009 : Antigone de Jean Anouilh, Théâtre du Pavé (Toulouse)
- 2008-2009 : Antigone de Sophocle, Théâtre du Pavé
- 2008-2009 : Bérénice de Jean Racine, Théâtre du Pavé
- 2008-2009 : Don Juan de Molière, Théâtre du Pavé
- 2009 : Visites et Violet de Jon Fosse, mise en scène Francis Azéma, Théâtre du Pavé-Toulouse
- 2013 : Machine Feydeau, mise en scène Yann Joël Collin, Théâtre national de Bordeaux en Aquitaine, Cartoucherie de Vincennes
- 2013 : Polyptyque E.P d'Emmanuel Darley, mise en scène Gilone Brun et Emmanuel Darley, Théâtre 71 à Malakoff
- 2013 : Poucet d'après Charles Perrault, adaptation de Christophe Montenez, co-mise en scène avec Manuel Severi, Théâtre national de Bordeaux en Aquitaine
- 2013 : C'est toujours quand tu dors de Jules Sagot, Théâtre national de Bordeaux en Aquitaine
- 2014 : Liliom de Ferenc Molnár, mise en scène Galin Stoev, Théâtre de Liège, puis en tournée en France
- 2014 : Princes, librement inspiré de L'Idiot de Dostoïevski, une création du Collectif Les Bâtards Dorés, Théâtre du Pavé à Toulouse
- 2016 : Méduse, une création du Collectif Les Bâtards dorés, Théâtre La manufacture atlantique à Bordeaux

### À la Comédie-Française
- 2014-2015 : Lucrèce Borgia, de Victor Hugo, mise en scène Denis Podalydès
- 2014-2015 : L'Autre, avant-premières, de et mise en scène Françoise Gillard et Claire Richard
- 2014-2015 : Un chapeau de paille d'Italie d'Eugène Labiche, mise en scène Giorgio Barberio Corsetti
- 2014-2015 : Tartuffe de Molière, mise en scène Galin Stoev
- 2014-2015 : Comme une pierre qui... de Greil Marcus, mise en scène Marie Rémond
- 2015-2016 : Le Misanthrope de Molière, mise en scène Clément Hervieu-Léger : Acaste
- 2015-2016 : Les Rustres de Carlo Goldoni, mise en scène Jean-Louis Benoît
- 2015-2016 : Le Chant du Cygne / L'Ours d'Anton Tchekhov, mise en scène Maëlle Poésy
- 2015-2016 : Cabaret Léo Ferré d'après Léo Ferré, mise en scène Claude Mathieu
- 2016-2019 : Les Damnés d'après Luchino Visconti, mise en scène Ivo van Hove, Festival d'Avignon Comédie-Française : Martin von Essenbeck
- 2016-2017 : Le Petit-Maître corrigé de Marivaux, mise en scène Clément Hervieu-Léger : Frontin
- 2017-2018 : L’Eveil du printemps de Frank Wedekind, mise en scène Clément Hervieu-Léger
- 2017-2018 : La Tempête de William Shakespeare, mise en scène Robert Carsen
- 2017-2018 : Haute surveillance de Jean Genet, mise en scène Cédric Gourmelon
- 2018 : La Nuit des rois de William Shakespeare, mise en scène Thomas Ostermeier
- 2019 : Électre-Oreste d'Euripide, mise en scène Ivo van Hove
- 2019-2020 : Angels in America de Tony Kushner, mise en scène Arnaud Desplechin
- 2021 : Les Démons de Fiodor Dostoïevski, mise en scène Guy Cassiers, Salle Richelieu
- 2021 : En attendant les barbares de J. M. Coetzee, mise en scène Camille Bernon et Simon Bourgade, Théâtre du Vieux-Colombier
- 2022 : Le Tartuffe ou l'Hypocrite de Molière, mise en scène Ivo van Hove, Salle Richelieu
- 2022 : Le Roi Lear de William Shakespeare, mise en scène Thomas Ostermeier, Salle Richelieu
- 2024 : Les Démons de Fiodor Dostoïevski, mise en scène Guy Cassiers, Salle Richelieu
- 2024 : Le Malade imaginaire de Molière, mise en scène Claude Stratz
- 2024 : Le Soulier de satin de Paul Claudel, mise en scène Éric Ruf, Salle Richelieu

### Mise en scène
- 2023 : Et si c’étaient eux ? de et mis en scène par Christophe Montenez et Jules Sagot, Théâtre du vieux Colombier

## Filmographie

### Cinéma

#### Courts et moyens métrages
- 2016 : Le Soldat vierge d'Erwan Le Duc : Jérôme
- 2017 : Refuge de Vadim Alsayed : Eliot
- 2018 : La Place du mort de Victor Boyer : Samuel
- 2019 : Fin de règne de Théo Comby Lemaitre
- 2021 : Thief of Fire de Jean-Christophe Meunier
- 2024 : Même la lune saignera de Stef Meyer et Rémy Barbe

#### Longs métrages
- 2018 : Le Retour du héros de Laurent Tirard : Nicolas
- 2020 : Le Discours de Laurent Tirard : le mec de Solène
- 2020 : Amants de Nicole Garcia : Pierre-Henri
- 2021 : Le Bal des folles de Mélanie Laurent : Jules
- 2021 : Les Amours d'Anaïs de Charline Bourgeois-Tacquet : Raoul
- 2023 : Pour la France de Rachid Hami : employé au funérarium
- 2024 : Les Femmes au balcon de Noémie Merlant : Paul
- 2024 : Un Noël en famille de Jeanne Gottesdiener : Balthazar
- 2025 : 13 jours, 13 nuits de Martin Bourboulon : Martin

### Télévision
- 2021 : Paris Police 1900 (série télévisée) de Julien Despaux : Gabriel Sabran
- 2022 : Comme une pierre qui roule... 1965, en studio avec Bob... (téléfilm) de Julien Condemine : Al Kooper
- 2023 : Sous contrôle (mini-série télévisée) d'Erwan Le Duc : journaliste France Inter
- 2025 : Carême de Martin Bourboulon (série télévisée) : Laguipierre
- 2025 : Merteuil (série télévisée) de Jessica Palud

### Podcast
- 2022 : Batman Autopsie : Le Moissonneur (voix version française)

## Distinctions

### Récompenses
- Festival France Odéon de Florence 2018 : Prix essenza del talento pour Le Retour du héros

### Nominations
- Molières 2017 : Molière de la révélation théâtrale masculine pour Les Damnés
- Molières 2019 : Molière du comédien dans un second rôle pour La Nuit des rois ou Tout ce que vous voulez
- Molières 2023 : Molière du comédien dans un second rôle pour Le Roi Lear